# Réserve naturelle de Brattøykollen
La Réserve naturelle de Brattøykollen est une réserve naturelle norvégienne qui est située dans le municipalité de Kragerø, dans le comté de Telemark.

## Description
La réserve naturelle de 0,106 km2 a été créée en 2006, sur l'île de Brattøy dans le Kilsfjorden.
C'est la haute colline de la partie nord-ouest de Brattøy, qui est la plus grande île de la partie intérieure de Kilsfjorden à Kragerø. La région est unique en tant que vieille forêt de frênes et de chênes peu impactée qui pousse sur des terres en friche (terrains propices aux glissements de terrain), où vous trouverez également des pins à croissance grossière et une flore rare et riche en espèces de plantes vasculaires. À Brattøy se trouve l'une des plus grandes populations du pays de l'espèce rare de coronille des jardins, qui appartient à la famille des Fabaceae.